# Área de Relevante Interesse Ecológico do Sítio Curió
A Floresta do Curió é a primeira Área de Relevante Interesse Ecológico (ARIE) do estado do Ceará, localizada em Fortaleza, protegendo o último enclave de Mata Atlântica na zona urbana. Proporciona um micro clima bastante significativo para a região, servindo de zona de conforto térmico. Além disso, possui fauna com representantes de vertebrados e invertebrados que se refugiam em meio a vegetação nativa. Na ARIE do Sítio Curió são realizadas atividades de visitação e pesquisa científica.